# Andrea Wenzl

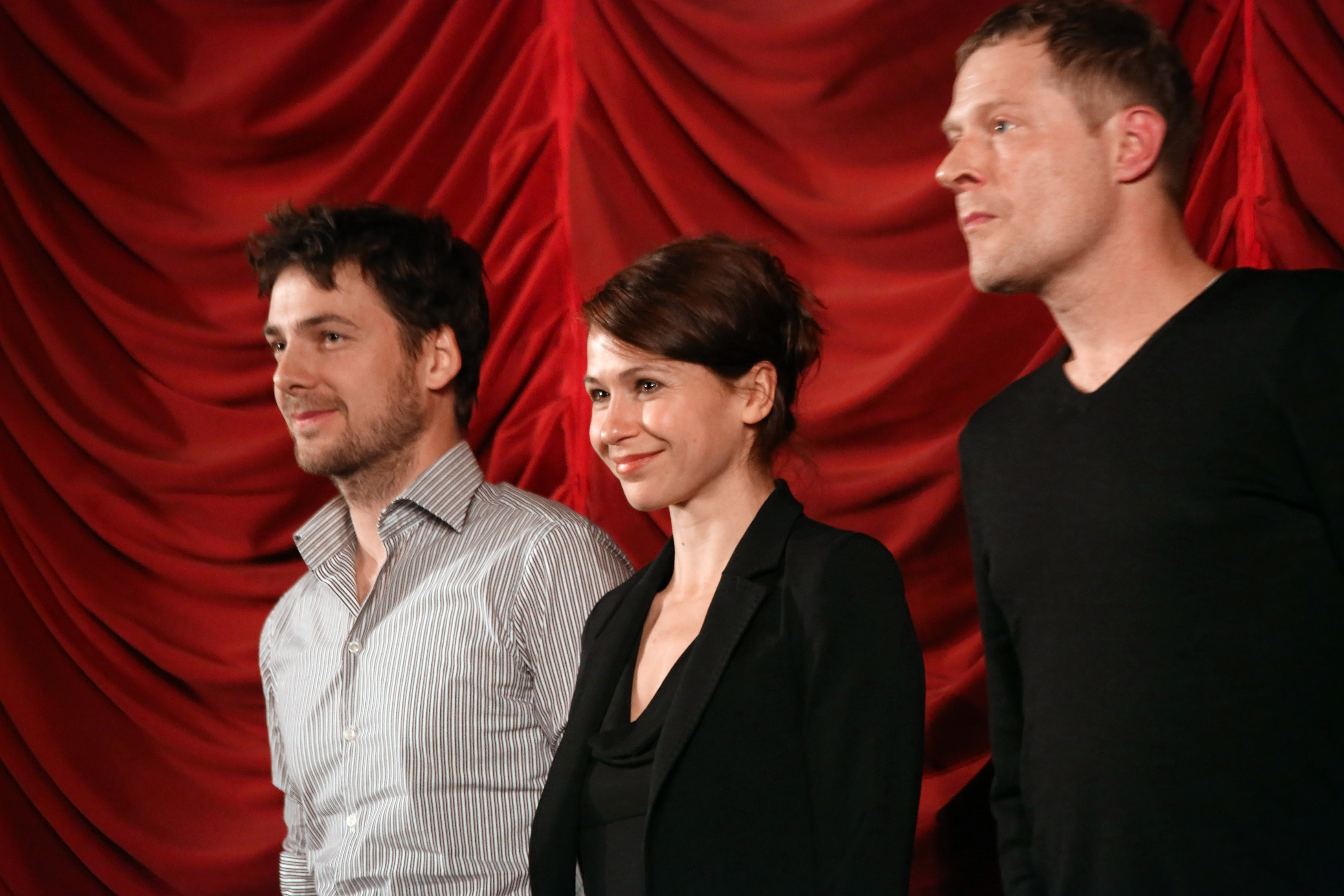
Andrea Wenzl mit Stefan Pohl und Andreas Lust bei der Österreichpremiere von Grenzgänger (2012)

Andrea Wenzl (* 1979 in Leibnitz, Steiermark) ist eine österreichische Schauspielerin.

## Biografie
Andrea Wenzl besuchte die Ballettschule in ihrer Heimatstadt Leibnitz. Sie war auch an der Wiener Staatsoper, am Konservatorium Graz und an der Grazer Oper tätig. Nach dem Schauspielstudium von 1999 bis 2002 an der Universität für Musik und darstellende Kunst Graz hatte die Steirerin von 2002 bis 2010 ein festes Engagement am Schauspielhaus Graz. Für die Darstellung der „Alice“ in Alice im Wunderland in der Regie von Viktor Bodó wurde sie 2008 für den Nestroy-Theaterpreis in der Kategorie „Beste Schauspielerin“ nominiert. Sowohl 2012 als auch 2013 wurde sie vom Kurier für die Auszeichnung mit einer ROMY in der Kategorie „Beliebteste Schauspielerin“ nominiert.
Von 2010 bis 2011 war Wenzl am Wiener Volkstheater tätig und wechselte 2011 ans Bayerische Staatsschauspiel. Seit 2015 ist sie am Wiener Burgtheater engagiert, seit 2020 als fixes Ensemblemitglied.
2017 war sie das erste Mal bei den Salzburger Festspielen zu sehen. Sie spielte die Lulu in einer Inszenierung von Andrea Breth in Die Geburtstagsfeier, einem Stück von Harold Pinter.
Mit dem Schauspieler Dominik Warta hat sie eine gemeinsame Tochter.

## Filmografie
- 2007: Heile Welt
- 2011: Die Vaterlosen
- 2012: Grenzgänger[5]
- 2012: Zappelphilipp (Fernsehfilm)
- 2014: Landauer – Der Präsident
- 2014: Tatort: Kaltstart
- 2015: Tatort: Einmal wirklich sterben
- 2016: Kommissarin Lucas – Schuldig
- 2015: LenaLove
- 2019: Landkrimi – Das dunkle Paradies
- 2019: Blind ermittelt – Das Haus der Lügen (Alternativtitel: Der Feuerteufel von Wien)
- 2021: Tatort: Die Amme (Fernsehreihe)
- 2022: Totenfrau (Fernsehserie)
- 2025: Happyland

## Auszeichnungen
- 2012: Bayerischer Kunstförderpreis
- 2012: Förderpreis für junge Theatertalente des Vereins der Freunde des Bayerischen Staatsschauspiels
- 2013: Stern des Jahres der Münchener Abendzeitung in der Kategorie „Schauspielerin“[6]